# Danilova (cratère)
Pour les articles homonymes, voir Danilova.
Le cratère Danilova fait partie d'un groupe de trois cratères de Vénus. Il a été nommé en l'honneur d'Alexandra Danilova. 